# Юджин Дебс
Юджин Віктор «Джин» Дебс (англ. Eugene Victor "Gene" Debs; 5 листопада 1855 — 20 жовтня 1926) — американський соціаліст, політичний активіст, профспілковий діяч, один із засновників профспілкової організації Індустріальні робітники світу і п'ятиразовий кандидат від Соціалістичної партії Америки на пост президента Сполучених Штатів. Завдяки своїм балотуванням на пост президента, а також співпраці з робітничими рухами, Дебс став одним із найвідоміших соціалістів, які коли-небудь жили у Сполучених Штатах.
Дебс народився у місті Терре-Хот, штат Індіана, у сім'ї іммігрантів з французького Ельзасу. У 14 років покинув школу і почав працювати, зокрема працював на залізниці, і незабаром почав громадську і політичну діяльність. На початку своєї політичної кар'єри Дебс був членом Демократичної партії. У 23 роки Дебса обрали міським секретарем (англ. city clerk) Терре-Хота, а у 1884 році він був обраний членом Генеральної асамблеї штату Індіана і провів там два роки.
Дебс займався проспілковою роботою: спочатку працював із кількома меншими проспілками, зокрема Братством локомотивних кочегарів (Brotherhood of Locomotive Firemen). У 1888 році Дебс очолив свою профспілку у великому десятимісячному страйку проти CB&Q Railroad. Дебс грав важливу роль у заснуванні Американської залізничної профспілки (American Railway Union), однієї з перших американських індустріальних профспілок, та був серед ключових фігур загальнонаціонального залізничного страйку Пульмана, який вважається поворотним моментом для трудового законодавства у США. Після провалу цього страйку Дебс потрапив на шість місяців до в'язниці.
У в'язниці Дебс читав різноманітні праці із соціалістичної теорії, і за шість місяців він став переконаним прихильником міжнародного соціалістичного руху. Він був членом-засновником партії Соціальна демократія Америки (Social Democracy of America; 1897), Соціал-демократичної партії Америки (Social Democratic Party of America; 1898) та Соціалістичної партії Америки.
Дебс балотувався як кандидат у президенти США від соціалістів п'ять разів: у 1900 році (отримав 0.6 % загальнонаціональних голосів), 1904 році (3 %), 1908 році (2.8 %), 1912 році (6 %) і 1920 році (3.4 %); востаннє — перебуваючи у в'язниці. Також балотувався до Конгресу США від свого рідного штату Індіана у 1916 році.
«Люди могли слухати його годинами. „Дебс! Дебс! Дебс!“, кричали вони, коли його потяг зупинявся на станції. Його збиралися послухати десятки тисяч людей».
Дебс був відомий за свій ораторський дар. Його промова, критична до участі Сполучених Штатів у Першій світовій війні, призвела до його другого арешту у 1918 році. Він був притягнутий до відповідальності за Законом про підривну діяльність 1918 року (Sedition Act of 1918) і присуджений до 10-річного ув'язнення. Президент Воррен Гардінг скоротив його ув'язнення у грудні 1921 року.
Дебс помер у 1926 році від серцевої недостатності; хвороба була результатом проблем зі здоров'ям, які виникли у нього під час перебування у в'язниці.